# Демчин
Де́мчин — село в Україні, у Швайківській сільській територіальній громаді Бердичівського району Житомирської області. Населення становить 302 особи (2001).

## Населення
Згідно з переписом УРСР 1989 року чисельність наявного населення села становила 316 осіб, з яких 130 чоловіків та 186 жінок.
За переписом населення України 2001 року в селі мешкало 300 осіб.

### Мова
Розподіл населення за рідною мовою за даними перепису 2001 року:
| Мова       | Чисельність | Відсоток |
| ---------- | ----------- | -------- |
| українська | 299         | 99,01%   |
| російська  | 1           | 0,33%    |
| білоруська | 1           | 0,33%    |
| інші       | 1           | 0,33%    |
| Усього     | 302         | 100%     |

## Історія
У 1906 році — село Озадівської волості Житомирського повіту Волинської губернії. Відстань від повітового міста 44 верст, від волості 6. Дворів 70, мешканців 1010.
У 1926—54 роках — адміністративний центр Демчинської сільської ради Бердичівського району.
До 13 серпня 2018 року село входило до складу Мирославської сільської ради Бердичівського району Житомирської області.

## Пам'ятка
Демчинський парк — пам'ятка садово-паркового мистецтва місцевого значення, охороняється законом.

## Відомі люди
- Порхун Микола Іванович — Герой Соціалістичної Праці.